# Francesc Comes

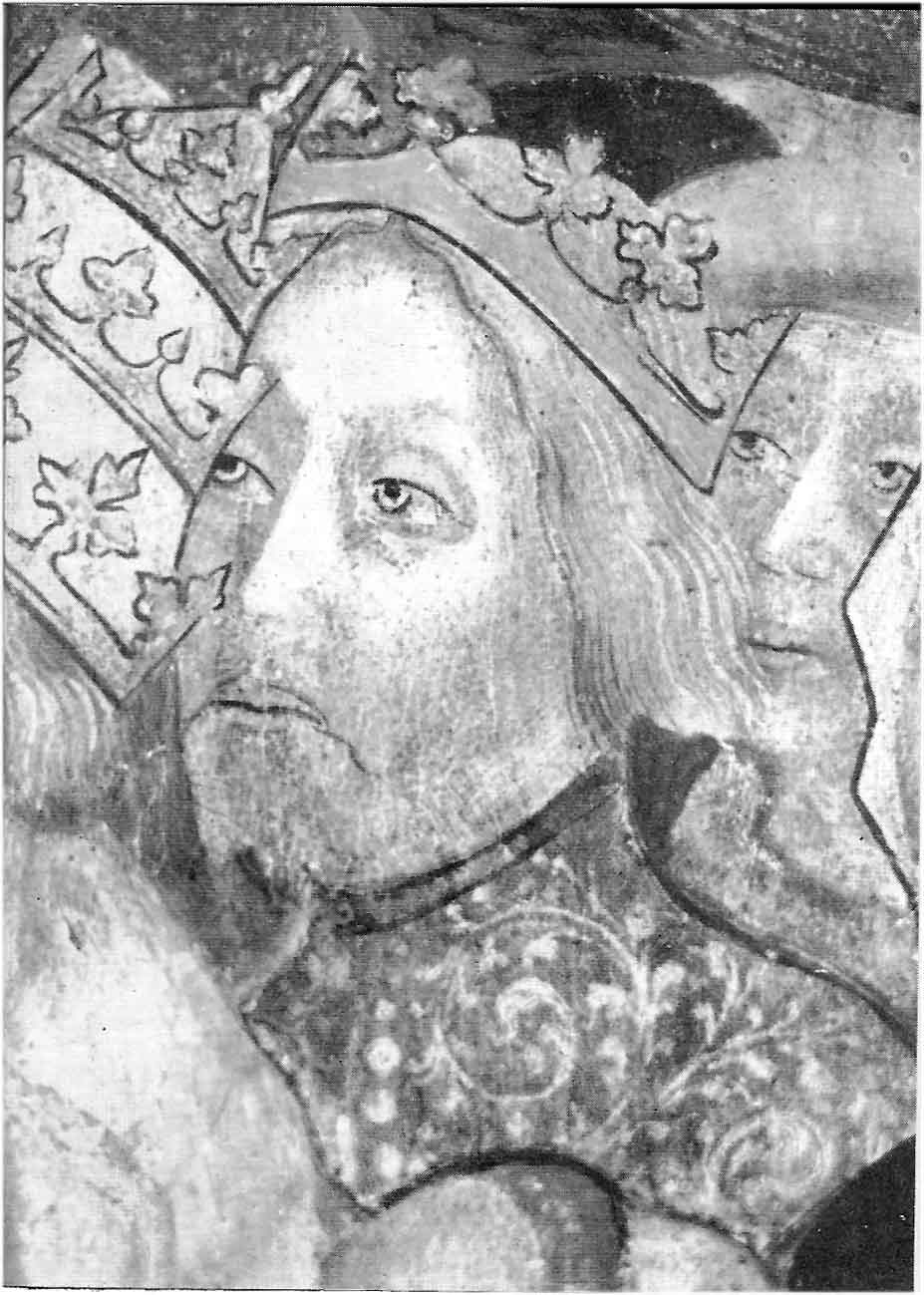
Kop van Jaume I, detail van het retabel van de Santa Maria de Gràcia

Francesc Comes was een Catalaans kunstschilder die actief was in Palma op Mallorca in de jaren 1392-1415. Voor hij naar Palma vertrok was hij ook actief in het Koninkrijk Valencia in de stad Xàtiva, tussen 1380 en 1384.
In de aktes omtrent een retabel van Sint-Bernardus vinden we terug dat Francesc Comes op 16 juli 1384 de bestelling overliet aan Francesc Serra II, maar er is geen reden opgegeven. Francesc Serra schilderde het retabel dat bestond uit vier panelen, met in het midden het beeld van de heilige en op de zijpanelen scènes uit zijn leven. Bovenaan was er een paneel met de kruisiging. Comes vertrok dan tussen 1384 en 1389 naar Mallorca waar hij het grootste deel van de werken die aan hem worden toegeschreven zou maken.
Francesc Comes schilderde in de internationale gotische stijl die hij op Mallorca introduceerde zoals Lluis Borassà dat deed in het vorstendom Catalonië.

## Werken
Het Museum van Mallorca bewaart zijn bekendste werk, het altaarstuk van Santa Maria de Gràcia. gemaakt voor de parochie van Sineu. Hij schilderde ook het retabel met Maria Magdalena nu in het Convent de Santa Magdalena de Palma. Een ander werk dat bewaard werd is een Salvator Mundi, in de kerk van Santa Eulària in Palma, gesigneerd en gedateerd op 1395. In hetzelfde jaar schilderde hij twee portretten van Richard II van Engeland en een portret van een Engelse hertog die alle drie verloren zijn gegaan. Verder is er nog een retabel van een Madonna van gratie en Sint-Vincentius bewaard in het Museu de la Llotja de Palma, een Sant Jordi d’Inca in het Museo de Mallorca, een paneel met de apostel Jacobus in de parochiekerk San Jaime in Palma, een heilige Christoffel in de Santa Creu (Mallorca) en een Madonna met musicerende engelen in de Ermita del Puig (Pollença).
- RKD-Nederlands Instituut voor Kunstgeschiedenis: 17876
- Union List of Artist Names: 500018518
- Virtual International Authority File: 95794702